# ロン・フラール
ロン・フラール（Ron Peter Vlaar, 1985年2月16日 - ）は、オランダ・北ホラント州ヘンスブルーク出身の元同国代表サッカー選手。ポジションはDF。
20歳の時にAZアルクマールからデビューした。2005年、U-20オランダ代表としてFIFAワールドユース選手権に出場した後、マルコ・ファン・バステン監督からオランダA代表に初招集された。ルイ・ファン・ハール監督との関係が悪化し、2006年にフェイエノールトに移籍した。膝の十字靱帯を2回断裂するなど多くの怪我に悩まされた。2006年と2007年の2度のUEFA U-21欧州選手権では中心選手として2連覇を達成した。2012年にはA代表として初の主要大会であるUEFA EURO 2012に出場した。

## 経歴

### クラブ

#### ユース時代
6歳の時に地元のApollo '68というクラブに入団した。Apollo '68のユースコーチであったKees Wijteは後に「彼は5歳ほどであったが、すでに我々とともに練習することを認められていた。当時からどんなに素晴らしかったことか!　両足から放たれる力強くて質の高いキックを持ち、それに加えて驚くべき知性を備えていた。ロンはいつも勝利を求め、より良くなろうとしていた」と回顧した。小学校の最終学年の時にApollo '68を離れ、より高いレベルでのプレーを希望したフラールはSVW '27に入団した。SVW '27で1シーズンプレーした後、2002年、トップチームがエールステディヴィジ（2部）に所属していたAZアルクマールの下部組織に入団し、2007年夏までの初のユース契約を交わした。

#### AZアルクマール
2004-05シーズン終盤、20歳のフラールはトップチームデビューを飾った。負傷や出場停止などでトップチームの選手の数が足りず、2005年4月23日のRKCヴァールヴァイク戦 (2-1) ではフラールがベテランセンターバックのバリー・オプダムの相方を務めた。同シーズンのUEFAカップでは準々決勝のビジャレアルCF戦などでもベンチに座ったが、4月28日、準決勝のスポルティングCP戦 (2-1) に先発出場し、欧州カップ戦初出場を果たした。デビューシーズンには国内リーグ戦3試合とUEFAカップ2試合の計5試合に出場した。2005-06シーズンを飛躍のシーズンとしたかったが、ルイ・ファン・ハール監督はフラールの代わりにより熟練した選手を選んだ。最初の半年間で3試合に先発出場して4試合に途中出場し、エールディヴィジでは計7試合に出場した。AZでは控えであったが、オランダ代表のマルコ・ファン・バステン監督に対してA代表招集に十分であるとの好印象を与えた。またフラールはユース契約であったため、様々なクラブが獲得に興味を示した。AZは条件を改善した新契約を持ちかけたが、フラールはAZに留まることには乗り気でなく、ファン・ハール監督に対して「彼は僕に『もし新契約にサインしないのならば控えのままだ』と言ったんだ」と述べて契約を強要されたと感じていた。AFCアヤックスとの契約に近づき、また、父親や代理人とともにロンドンを訪れてマルティン・ヨル監督率いるトッテナム・ホットスパーFCとも接触した。

#### フェイエノールト

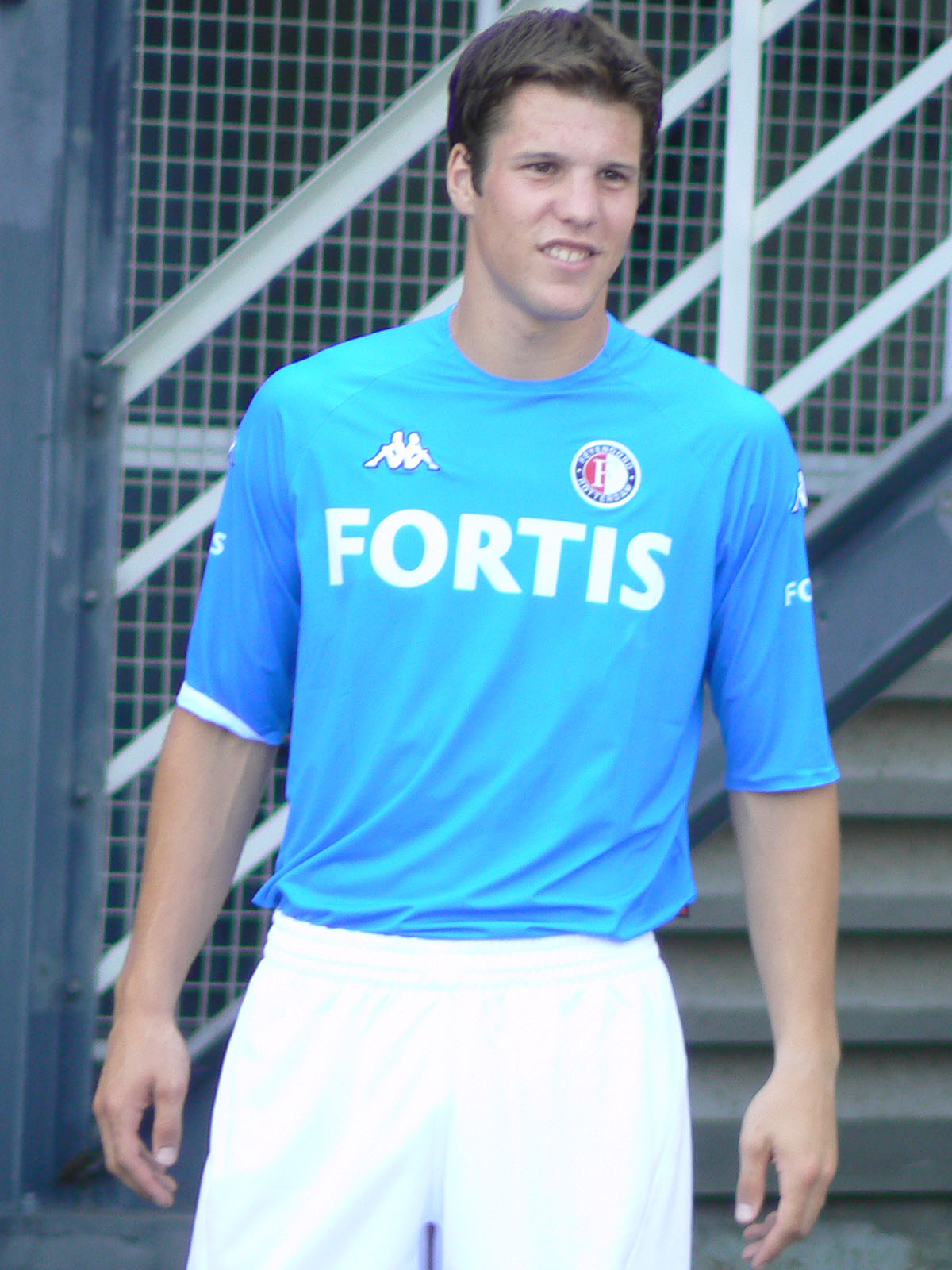
フェイエノールトでのフラール

2005年12月28日、フェイエノールトと3年半契約を結んだ。2006年1月15日のフィテッセ戦 (0-1) でデビューすると、すぐにレギュラーに定着し、2005-06シーズン後半戦はリーグ戦16試合に出場した。2006年8月、レディングFCとのプレシーズンマッチで足を負傷し、2006-07シーズン序盤は低調なプレーぶりだった。当初は小さな負傷のように思えたが、FCフローニンヘンとの開幕戦 (3-0) では33分に途中交代せざるを得なかった。医者はフラールの足の骨に亀裂があるのを見つけ、シーズン前半戦をほとんど丸々棒に振った。復帰後には再びポジションを獲得し、残りのシーズンの20試合に出場した。2006年12月16日、FCユトレヒト戦 (2-1) で移籍後初得点を挙げた。ベルト・ファン・マルワイク監督が就任すると、2007-08シーズンは主に新加入のケヴィン・ホフラントとセンターバックのコンビを組んだ。しかし2007年9月16日、ローダJC戦 (1-3) で負傷し、十字靭帯の手術を受けて残りのシーズンの離脱が決定した。手術後には細菌性感染症に悩まされた。2008年夏のプレシーズンに膝の内側側副靭帯を負傷して1ヶ月以上も離脱したが、戦線復帰後にはチームメイトのホフラントと激突し、2007-08シーズンに負傷したのと同箇所の十字靭帯を負傷して再びシーズンを棒に振ることとなった。2007-08シーズンと2008-09シーズンのほぼすべてをリハビリに費やしたが、2009-10シーズン序盤に力強く復帰を果たし、2009年8月、リーグ開幕戦のNECナイメヘン戦で1年10ヶ月ぶりに試合に出場した。9月25日のKNVBカップ2回戦・ハルケマセ・ボーイズ戦では、ハーフライン手前でパスを受けるとホフラントにシュートを打つようにけしかけられ、約60mの距離からのロングシュートを決めた。復帰後は主にブラジル人のアンドレ・バイーアとセンターバックのコンビを組み、屈強な肉体を活かしたプレーが称賛された。2010年夏にはキャプテンに就任した。2011-12シーズンはアヤックス・アムステルダムに次ぐ2位となり、UEFAチャンピオンズリーグ予選3回戦の出場権を獲得した。

#### アストン・ヴィラ
UEFA EURO 2012終了後の2012年8月1日、イングランド・プレミアリーグのアストン・ヴィラFCに移籍した。

#### AZへの復帰
2015年12月7日、自身がプロデビューを果たしたAZアルクマールに2014-15シーズン終了までの短期契約で復帰した。2021年2月10日、ハムストリングの負傷により2020-21シーズンの出場機会が全くなかったことで現役引退を発表した。

### 代表

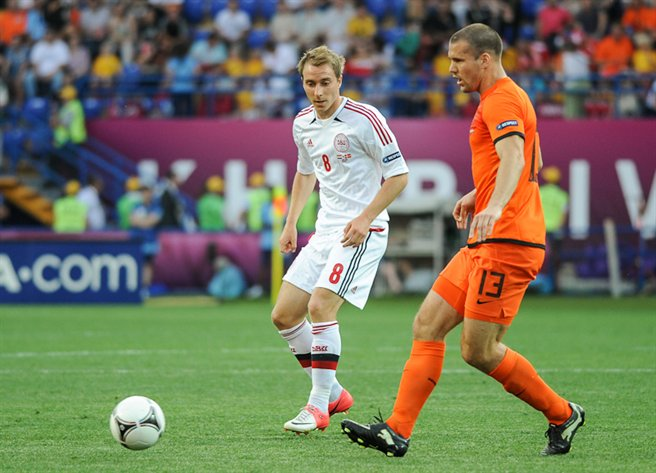
UEFA EURO 2012のデンマーク戦でのフラール(右)

#### 世代別代表
フラールは常に世代別オランダ代表に招集されていたが、最も成功を収めたと言えるのが、2005 FIFAワールドユース選手権に出場したU-20オランダ代表と、2度のUEFA U-21欧州選手権に出場したU-21オランダ代表である。2005年6月から7月にかけてオランダで開催されたFIFAワールドユース選手権では、キャプテンのヘドヴィヘス・マドゥロを支える第2キャプテンであり、オランダ代表の全試合に出場する重要な選手であった。日本代表 (2-1) 、オーストラリア代表 (3-0) 、ベナン代表 (1-0) と対戦したグループリーグを3戦全勝で難なく突破し、決勝トーナメントではチリ代表 (3-0) を破ったが、結果的に決勝に進出するナイジェリア代表に1-1 (PK 9-10) で敗れた。フラールは同点弾を決め、PK戦でもPKを成功させたが、オランダ代表は準決勝に進めなかった。
2006年にはU-21オランダ代表としてUEFA U-21欧州選手権に出場し、オランダ代表は史上初の優勝を飾った。フラールはグループリーグのデンマーク代表戦 (1-1) を除いた全試合に出場し、決勝でウクライナ代表を3-0で破って優勝した。UEFA U-21欧州選手権の2007年大会にはキャプテンとして出場し、決勝でセルビア代表を4-1で破って2連覇を果たした。フラールはグループリーグの全試合に出場し、準決勝に進出したことで翌年の北京オリンピック出場権を獲得した。彼のミスでリロイ・リタに先制点を許したが、終了間際にマセオ・リフテルスの同点弾が生まれて延長にもつれこみ、それでも決まらずにPK戦に勝敗がゆだねられた。PK戦は長引いたが、16人目のジャンニ・ザイフェルローンが決めて1-1 (PK 13-12) で劇的な勝利を収めた。フラールは後半途中に膝を負傷し、途中交代したためにPK戦には参加していない。決勝ではセルビア相手に4-1で快勝したが、フラールはベンチから試合を眺め、第2キャプテンのマドゥーロがフラールの代わりにトロフィーを掲げた。

#### A代表
プロデビューして日が浅いにもかかわらず、オランダA代表のマルコ・ファン・バステン監督の注目を浴びるのに十分な活躍を見せ、2005年6月のルーマニア戦に招集されたが、この試合での出場機会はなかった。10月8日、チェコ戦でA代表デビューを飾った。2008年夏にはベルト・ファン・マルワイク監督が就任したが、フェイエノールトでの好調さから、マルワイク監督は2010FIFAワールドカップに向けてフラールに注目していると公の場で述べた。しかし、2007-08シーズンと2008-09シーズンに深刻な負傷を負ったために代表には招集されず、2009年夏にフェイエノールトのトップチームに復帰してからも、徐々に完全な状態に戻るまで招集が見送られた。しかし2009-10シーズン後半には、マルワイク監督はフラールの招集を真面目に検討していると述べた。南アフリカで開催される2010 FIFAワールドカップに向けた代表候補に選ばれたが、キャンプ中にハムストリングを負傷して離脱し、5月27日にマルワイク監督が発表した23人の出場選手からは外れた。2010 FIFAワールドカップ後初の試合となったウクライナ戦には代表の主力がほとんど出場せず、フラールがキャプテンマークを巻いた。
2012年5月7日、マルワイク監督によってUEFA EURO 2012に向けた代表候補36人に選ばれた。6月2日、北アイルランドとの親善試合 (6-0) でイブラヒム・アフェライのコーナーキックにヘディングで合わせて代表初得点を記録した。

## 家族
母親はハンドボール選手であり、父親はアマチュアのサッカー選手である。妹のひとりは体操選手であり、もうひとりはバレーボール選手である。

## 個人成績

### クラブでの出場記録
2013年3月23日時点
| クラブ       | クラブ           | クラブ           | 国内リーグ | 国内リーグ | 国内カップ | 国内カップ | 欧州カップ | 欧州カップ | 通算 | 通算 |
| シーズン     | クラブ           | リーグ           | 出場       | 得点       | 出場       | 得点       | 出場       | 得点       | 出場 | 得点 |
| オランダ     | オランダ         | オランダ         | リーグ     | リーグ     | KNVBカップ | KNVBカップ | 欧州カップ | 欧州カップ | 通算 | 通算 |
| ------------ | ---------------- | ---------------- | ---------- | ---------- | ---------- | ---------- | ---------- | ---------- | ---- | ---- |
| 2004-05      | AZ               | エールディヴィジ | 3          | 0          | 0          | 0          | 2          | 0          | 5    | 0    |
| 2005-06      | AZ               | エールディヴィジ | 7          | 0          | 0          | 0          | 2          | 1          | 9    | 1    |
| 2005-06      | フェイエノールト | エールディヴィジ | 16         | 0          | 0          | 0          | 0          | 0          | 16   | 0    |
| 2006-07      | フェイエノールト | エールディヴィジ | 20         | 1          | 0          | 0          | 1          | 0          | 21   | 1    |
| 2007-08      | フェイエノールト | エールディヴィジ | 4          | 1          | 0          | 0          | -          | -          | 4    | 1    |
| 2008-09      | フェイエノールト | エールディヴィジ | 0          | 0          | 0          | 0          | 0          | 0          | 0    | 0    |
| 2009-10      | フェイエノールト | エールディヴィジ | 32         | 4          | 1          | 1          | -          | -          | 33   | 5    |
| 2010-11      | フェイエノールト | エールディヴィジ | 26         | 2          | 0          | 0          | -          | -          | 26   | 2    |
| 2011-12      | フェイエノールト | エールディヴィジ | 32         | 0          | 0          | 0          | -          | -          | 32   | 0    |
| イングランド | イングランド     | イングランド     | 国内リーグ | 国内リーグ | FAカップ   | FAカップ   | 欧州カップ | 欧州カップ | 通算 | 通算 |
| 2012-13      | アストン・ヴィラ | プレミアリーグ   | 27         | 2          | 1          | 0          | 0          | 0          | 28   | 0    |
| 2013-14      | アストン・ヴィラ | プレミアリーグ   | 32         | 0          | 0          | 0          | -          | -          | 32   | 0    |
| 通算         | オランダ         | オランダ         | 127        | 8          | 1          | 1          | 5          | 1          | 134  | 10   |
| 通算         | イングランド     | イングランド     | 59         | 0          | 1          | 0          | 0          | 0          | 60   | 0    |
| キャリア通算 | キャリア通算     | キャリア通算     | 176        | 10         | 3          | 1          | 5          | 1          | 185  | 12   |

## 代表歴

### 出場大会
- オランダ代表
  - 2014 FIFAワールドカップ

### 試合数
- 国際Aマッチ 32試合 1得点（2005年-2014年）[30]

| オランダ代表 | 国際Aマッチ | 国際Aマッチ |
| 年           | 出場        | 得点        |
| ------------ | ----------- | ----------- |
| 2005         | 2           | 0           |
| 2006         | 0           | 0           |
| 2007         | 0           | 0           |
| 2008         | 0           | 0           |
| 2009         | 0           | 0           |
| 2010         | 2           | 0           |
| 2011         | 0           | 0           |
| 2012         | 10          | 1           |
| 2013         | 7           | 0           |
| 2014         | 11          | 0           |
| 通算         | 32          | 1           |

### 得点
| #  | 日付         | 場所           | 対戦相手       | スコア | 最終結果 | 大会     |
| -- | ------------ | -------------- | -------------- | ------ | -------- | -------- |
| 1. | 2012年6月2日 | アムステルダム | 北アイルランド | 6-0    | 6-0      | 親善試合 |

## タイトル
フェイエノールト
- KNVBカップ : 2007-08

U-21オランダ代表
- UEFA U-21欧州選手権 : 2006, 2007